# Гудков, Алексей Олегович
Алексе́й Оле́гович Гудко́в (26 июня 1972; Смоленск, СССР) — советский и российский футболист, полузащитник.

## Карьера
Профессиональную карьеру начал в 1991 году в смоленской «Искре». Большую часть профессиональной карьеры провёл в Смоленске, сыграв за представителей этого города в общей сложности 317 игр, в которых забил 52 мяча. В высшей лиге провёл один сезон, находясь в аренде в клубе «Анжи» в 2000 году. С 2002 по 2003 годы выступал за «Салют-Энергию». В 2004 году играл за белорусскую «Славию» Мозырь. Завершил профессиональную карьеру в «Смоленске».